# Contea di Fairfield (Ohio)
La contea di Fairfield (in inglese Fairfield County) è una contea dello Stato dell'Ohio, negli Stati Uniti. La popolazione al censimento del 2000 era di 122 759 abitanti. Il capoluogo di contea è Lancaster.